# Tödliche Nachfolge
Tödliche Nachfolge (Originaltitel: Reunion) ist die siebente Folge der vierten Staffel der US-amerikanischen Science-Fiction-Fernsehserie Raumschiff Enterprise – Das nächste Jahrhundert. Sie wurde in den Vereinigten Staaten über Syndication vermarktet und erstmals am 5. November 1990 auf verschiedenen Fernsehsendern ausgestrahlt. In Deutschland war sie zum ersten Mal am 24. August 1993 in einer synchronisierten Fassung im ZDF zu sehen.

## Handlung
Im Jahr 2367 bei Sternzeit 44246.3 trifft die Enterprise unerwartet auf ein klingonisches Kriegsschiff. Von dort meldet sich die Halb-Klingonin K’Ehleyr, eine Sonderbotschafterin der Föderation, die die Enterprise schon zwei Jahre zuvor besucht hatte. Sie bittet darum, an Bord kommen zu dürfen, um eine wichtige Angelegenheit zu besprechen. Mit Worf, dem klingonischen Sicherheitschef der Enterprise, verbindet sie eine komplizierte Liebesbeziehung. Ihm ist dieses Wiedersehen unangenehm, denn vor einigen Monaten wurde Worfs verstorbener Vater von Hohen Rat der Klingonen zum Verräter erklärt. Um den Frieden im Reich zu wahren, hatte Worf dieses Urteil akzeptiert, was für ihn die Entehrung und damit Verstoßung aus seinem Volk bedeutete. Seitdem versucht er, Kontakt zu anderen Klingonen zu vermeiden. Dennoch verlangt Captain Picard, dass Worf K’Ehleyr empfängt. Er willigt schließlich ein, muss aber feststellen, dass K’Ehleyr nicht allein auf die Enterprise beamt, sondern von einem klingonischen Jungen namens Alexander begleitet wird. Ohne dass es zunächst offen gesagt wird, weiß Worf sofort, dass es sich bei ihm um seinen Sohn handelt, der bei seiner letzten Begegnung mit K’Ehleyr gezeugt wurde.
Der Hauptgrund für K’Ehleyrs Besuch ist jedoch nicht persönlicher Natur. Sie trifft sich mit Captain Picard und erklärt, dass sich der klingonische Kanzler K’mpec an Bord des Kriegsschiffs befindet. Er liegt im Sterben und die Frage seiner Nachfolge könnte das klingonische Reich in einen Bürgerkrieg stürzen. Picard trifft sich umgehend mit K’mpec, der ihn bittet, den Nachfolgeritus zu überwachen. Picard zögert, sich in die internen Angelegenheiten der Klingonen einzumischen, willigt aber schließlich ein, als K’mpec die Lage näher erklärt. Ihm wurden seit Monaten kleine Dosen Gift im Wein verabreicht, gegen das es keine Heilung gibt. Zwei Männer bewerben sich um seine Nachfolge: Gowron und Duras. K’mpec vermutet, dass einer von beiden für seine Vergiftung verantwortlich ist, und ein solch ehrloser Mann dürfe auf keinen Fall der neue Kanzler werden. Picard soll eine Ermittlung veranlassen, denn innerhalb des klingonischen Reichs kann K’mpec niemandem mehr trauen. Bei dem Namen Duras wird Picard hellhörig, denn er war maßgeblich für Worfs Entehrung verantwortlich. Worfs Vater musste als Sündenbock für den Verrat der klingonischen Kolonie Khitomer an die Romulaner herhalten, für den in Wirklichkeit Duras’ Vater verantwortlich war. Worf hatte auf eine Enthüllung der Wahrheit verzichtet, weil Duras’ Familie zu mächtig ist und er einen Bürgerkrieg verhindern wollte.
Worf muss sich nun damit auseinandersetzen, dass er einen Sohn hat. K’Ehleyr hat Alexanders Existenz vor ihm geheim gehalten, da sie keinen großen Wert auf die klingonischen Traditionen legt, Worf hingegen schon. Sie wusste, dass er darauf bestanden hätte, sie zu heiraten, was sie aber nicht wollte. Worf macht ihr schwere Vorwürfe, weil er jetzt vor dem Problem steht, dass er seine Vaterschaft unmöglich anerkennen kann, denn dadurch würde sich seine Entehrung auf Alexander übertragen. Zugleich ist er nicht in der Lage, mit K’Ehleyr über die Umstände seiner Entehrung zu reden, denn die Einzelheiten wurden zur Verschlusssache erklärt.
Nachdem K’mpec schließlich gestorben ist, treffen Gowron und Duras mit ihren Schiffen ein. Eine Zeremonie wird abgehalten, bei der sie sich von K’mpecs Tod überzeugen. Danach drängt Duras auf eine unverzügliche Durchführung des Nachfolgeritus. Es kommt zu einem kurzen Streit, der durch die Explosion einer Bombe beendet wird. Worf ist sehr erleichtert, als er erfährt, dass K’Ehleyr bei der Explosion nicht verletzt wurde. In einem Moment zu zweit wird sie sich über Worfs Liebe zu ihr voll und ganz klar. Sie beginnen erneut einen Hochzeitsschwur, den K’Ehleyr bei ihrer letzten Begegnung abgebrochen hatte. Dieses Mal ist es jedoch Worf, der ihn nicht vollendet, denn er will es nicht riskieren, dass auch sie und Alexander entehrt werden.
Die Offiziere der Enterprise untersuchen währenddessen die Umstände der Explosion. Sie benötigen dafür jedoch Zeit. Picard sucht daher einen Weg, um den Nachfolgeritus in die Länge zu ziehen. K’Ehleyr schlägt vor, eine veraltete, aber theoretisch immer noch gültige Form des Ritus zu verwenden. Statt einfach einen schnellen Zweikampf abzuhalten, müssen die beiden Bewerber nun ausführlich ihre bisherigen Heldentaten darlegen. Gowron versucht heimlich, K’Ehleyr zu bestechen, damit sie den Ritus zu seinen Gunsten beschleunigt, was sie jedoch entrüstet ablehnt. Nachdem Gowron und Duras ihre Vorträge beendet haben, lässt Picard von Worf die Ergebnisse der Untersuchung vortragen. Demnach war der Zünder der Bombe von romulanischer Bauart. Sowohl Gowron als auch Duras springen fassungslos auf und wollen die Ergebnisse umgehend von ihren eigenen Leuten überprüfen lassen.
K’Ehleyr hält Gowron aufgrund seines Bestechungsversuchs für den Hauptverdächtigen, Worf und Picard hingegen Duras. Da sie K’Ehleyr aber nichts über die Gründe für ihren Verdacht sagen können, beschließt sie, eigene Ermittlungen anzustellen. Sie geht die Aufzeichnungen der Enterprise über ihren letzten Besuch der klingonischen Heimatwelt durch und stellt fest, dass er irgendwie mit dem romulanischen Angriff auf Khitomer zusammenhing. Sie will nun im klingonischen Informationsnetzwerk weiter recherchieren, stellt aber erstaunt fest, dass die entsprechenden Daten geheim sind. Ihre Anfragen werden von Duras’ Leuten registriert, der K’Ehleyr daraufhin einen Besuch abstattet. Sie offenbart Duras, dass sie herausgefunden hat, dass sein Vater der Verräter war – und hat damit ihr eigenes Todesurteil unterschrieben.
Schiffsärztin Beverly Crusher hat inzwischen den Beweis gefunden, dass Duras für die Bombe verantwortlich war. Denn bei der Untersuchung der zwei getöteten Klingonen hat sich gezeigt, dass die Bombe im Arm eines der Toten verborgen war, und dieser mutmaßliche Selbstmordattentäter war einer von Duras’ Männern. Kurz nachdem sie dem ersten Offizier Will Riker dies mitgeteilt hat, wird sie von Worf wegen eines Notfalls gerufen. Der hat einige Zeit mit Alexander verbracht und will ihn ins Quartier seiner Mutter zurückbringen. Dort findet er K’Ehleyr blutüberströmt vor. Mit letzter Kraft kann sie noch Duras als ihren Mörder nennen. Kurz vor Dr. Crushers Eintreffen stirbt sie. Worf verlässt den Raum, holt aus seinem eigenen Quartier ein „Bat’leth“ – eine Klingenwaffe – und beamt auf Duras’ Schiff. Er fordert sein Recht auf Rache ein, doch Duras meint, als Entehrter habe er kein Recht, irgendetwas zu fordern. Als Worf erwidert, dass K’Ehleyr seine Gefährtin war, stimmen Duras’ Leute zu, dass der Anspruch berechtigt ist, und Duras muss sich widerwillig auf einen Zweikampf einlassen. Riker und der zweite Offizier Data folgen Worf, um ihn daran zu hindern, einen Fehler zu begehen. Sie treffen allerdings zu spät ein und müssen mit ansehen, wie Duras von Worf getötet wird. Gowron als einzig verbliebener Herausforderer wird zum Kanzler ausgerufen und reist ab.
Zurück auf der Enterprise muss sich Worf vor Captain Picard verantworten. Nach klingonischem Recht drohen ihm keine Konsequenzen, doch für einen Offizier der Sternenflotte war seine Tat inakzeptabel. Aufgrund der besonderen Umstände belässt es Picard allerdings bei einem Tadel in Worfs Dienstakte. Picard schlägt Worf vor, die Wahrheit über Khitomer, jetzt da Duras tot ist, zu offenbaren und seine Ehre wiederherzustellen. Worf meint jedoch, dass der Hohe Rat sich aktuell nicht darauf einlassen wird, denn alle Mitglieder wussten von der Vertuschung und würden ihre Schande nicht offen eingestehen. Worf muss noch entscheiden, was mit Alexander geschehen soll. Er entschließt sich, ihn zu seinen menschlichen Adoptiveltern auf die Erde zu schicken, denn diese können ihm ein besseres Familienleben bieten, als Worf es auf der Enterprise könnte. Bevor sie sich verabschieden, räumt Worf noch die letzten Zweifel aus und gesteht Alexander ganz offen, dass er sein Vater ist.

## Verbindungen zu anderen Star-Trek-Produktionen
Tödliche Nachfolge baut auf zwei früheren Folgen der Serie auf: zum einen Folge 2.20 (Klingonenbegegnung) von 1989, in der die Sonderbotschafterin K’Ehleyr und ihre Beziehung zu Worf eingeführt wurden, zum anderen Folge 3.17 (Die Sünden des Vaters) von 1990, in der Worf bereit ist, seine Entehrung zu akzeptieren, indem er hinnimmt, dass sein toter Vater vom klingonischen Hohen Rat zum Verräter erklärt wird, obwohl Duras’ Vater der wahre Verräter war.
Einige Elemente aus dieser Folge wurden in späteren Star-Trek-Produktionen wieder aufgegriffen:
- Es wird enthüllt, dass aus der Verbindung zwischen Worf und K’Ehleyr ein Sohn namens Alexander hervorgegangen ist. Alexander hat später noch Auftritte in sieben weiteren Folgen von Raumschiff Enterprise – Das nächste Jahrhundert und in zwei Folgen von Star Trek: Deep Space Nine.
- In Folge 7.21 (Ritus des Aufsteigens) von Raumschiff Enterprise – Das nächste Jahrhundert aus dem Jahr 1994 wird K’Ehleyrs Tod noch einmal diskutiert.
- Die neu eingeführte Figur des Gowron spielt eine entscheidende Rolle für die Politik der Klingonen im weiteren Verlauf der Serie Raumschiff Enterprise – Das nächste Jahrhundert und in Star Trek: Deep Space Nine.
- Der Konflikt zwischen Gowron und der von den Romulanern unterstützten Familie des Duras findet in der Doppelfolge 4.26/5.01 (Der Kampf um das klingonische Reich) von Raumschiff Enterprise – Das nächste Jahrhundert aus dem Jahr 1991 ihren Höhepunkt.

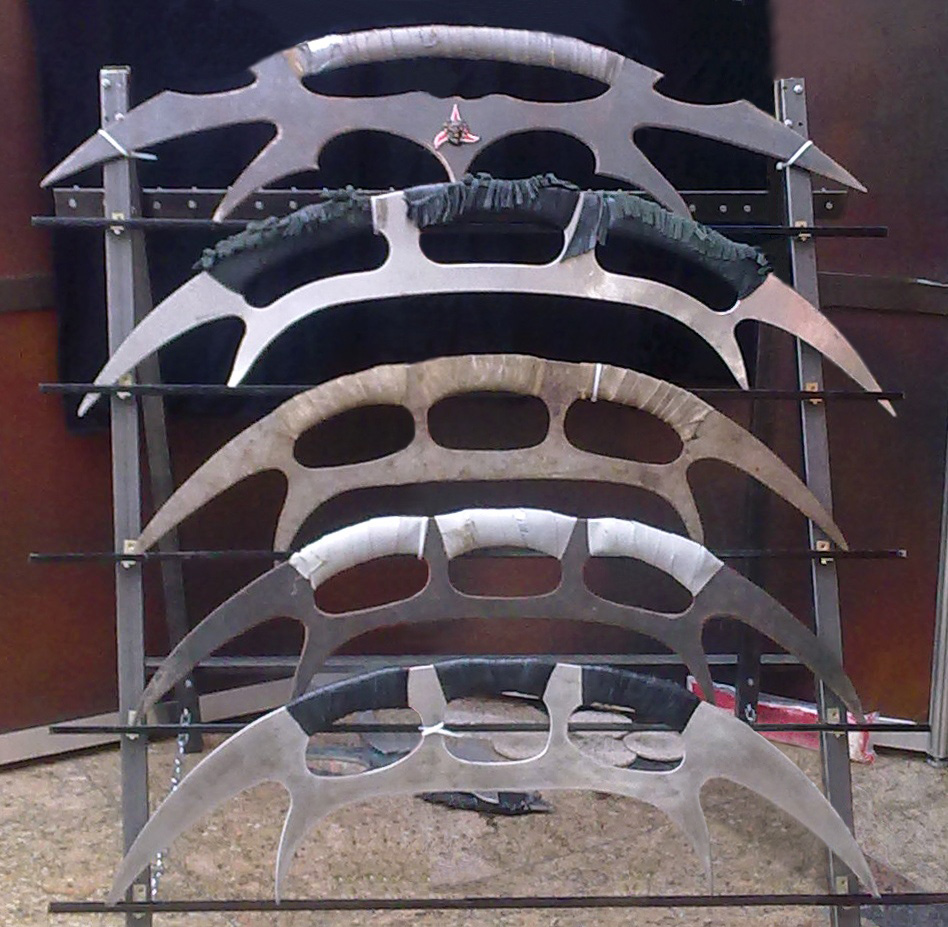
Verschiedene Varianten des klingonischen Bat’leths

- In Tödliche Nachfolge ist erstmals ein „Bat’leth“ zu sehen. Es wurde von da an in zahlreichen weiteren Serienfolgen und Filmen gezeigt und wurde zur ikonischsten Waffe der Klingonen.

## Produktion

### Drehbuch
Mit dieser Folge stieß Brannon Braga zum Autorenteam von Star Trek. Im Laufe seiner Karriere war er insgesamt an 24 Drehbüchern für Raumschiff Enterprise – Das nächste Jahrhundert, 48 für Star Trek Raumschiff Voyager, 37 für Star Trek Enterprise und für zwei Spielfilme beteiligt.
Am Anfang der Entwicklung des Drehbuchs stand die Idee, dass K’Ehleyr zurückkommen und Worf seinen Sohn vorstellen sollte. Sie sollte außerdem eine Beziehung mit Duras eingegangen sein, doch diese Idee wurde schnell wieder verworfen. Stattdessen machte Showrunner Michael Piller den Vorschlag, dass sie von Duras getötet wird, denn nur eine solche Tat wiegt schwer genug, um wiederum Worf dazu zu bringen, Duras zu töten.

### Darsteller
Suzie Plakson hat hier ihren letzten von zwei Auftritten als K’Ehleyr. Sie hatte die Figur bereits in Folge 2.20 (Klingonenbegegnung) von Raumschiff Enterprise – Das nächste Jahrhundert gespielt. Zuvor hatte sie bereits Dr. Selar in Folge 2.06 (Das fremde Gedächtnis) dargestellt. Sie spielte später noch eine Q in Folge 3.11 (Die "Q"-Krise) von Star Trek: Raumschiff Voyager aus dem Jahr 1996 und Tarah in Folge 2.15 (Waffenstillstand) von Star Trek: Enterprise aus dem Jahr 2003.
Patrick Massett und Charles Cooper haben hier ihren letzten von zwei Auftritten als Duras und K'mpec. Sie hatten diese Figuren bereits in Folge 3.17 (Die Sünden des Vaters) von Raumschiff Enterprise – Das nächste Jahrhundert verkörpert. Cooper hatte zuvor bereits den klingonischen Botschafter Korrd im Spielfilm Star Trek V: Am Rande des Universums von 1989 gespielt.

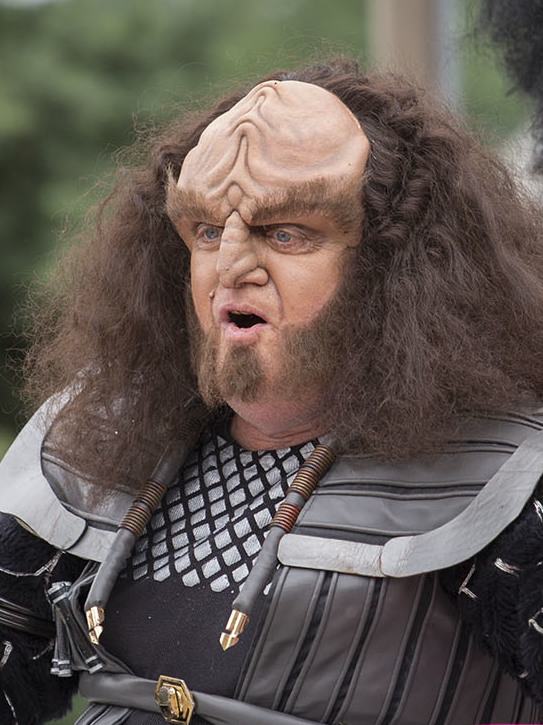
Robert O’Reilly als Gowron

Robert O’Reilly hat hier seinen ersten Auftritt als Gowron. Er spielte diese Figur in insgesamt vier Folgen von Raumschiff Enterprise – Das nächste Jahrhundert und acht Folgen von Star Trek: Deep Space Nine. Zuvor hatte er bereits in Folge 2.19 (Andere Sterne, andere Sitten) von Raumschiff Enterprise – Das nächste Jahrhundert einen holografischen Gangster gespielt. Er verkörperte außerdem zwei weitere Gastrollen in je einer Folge von Star Trek: Deep Space Nine und Star Trek: Enterprise.
Jon Steuer hat hier seinen einzigen Auftritt als Alexander Rozhenko. Die Figur wurde bei den weiteren Auftritten in Raumschiff Enterprise – Das nächste Jahrhundert von Brian Bonsall und in Star Trek: Deep Space Nine von Marc Worden gespielt.
April Grace hat hier ihren ersten Auftritt als noch namenlose Transportertechnikerin. Ihre Figur erhielt später den Namen Maggie Hubbell und war insgesamt in fünf Folgen von Raumschiff Enterprise – Das nächste Jahrhundert und im Pilotfilm Der Abgesandte von Star Trek: Deep Space Nine zu sehen.
Michael Rider, Darsteller einer Sicherheitswache, hatte zuvor in drei Folgen der ersten Staffel von Raumschiff Enterprise – Das nächste Jahrhundert einen Transportertechniker gespielt.
Mirron E. Willis, Darsteller einer klingonischen Wache, spielte auch den Kazon Rettik in zwei Folgen der zweiten Staffel von Star Trek: Raumschiff Voyager.

### Requisiten
Das Bat’leth wurde auf Wunsch von Worf-Darsteller Michael Dorn angefertigt, der die Zweikämpfe der Klingonen weniger barbarisch und mehr durch Kampfsport inspiriert darstellen wollte. Auch Ronald D. Moore gefiel diese Idee und er beauftragte Dan Curry mit dem Design. Curry bekam nur die vage Vorgabe, dass es sich um eine Klingenwaffe handeln sollte, die auf verschiedene Arten gehalten werden konnte. Er setzte sich daraufhin das Ziel, eine Waffe zu entwickeln, die möglichst einzigartig aussehen, aber dennoch ergonomisch sinnvoll sein sollte. Curry hatte dabei eine gebogene Waffe im Sinn, die stark von fernöstlichen Waffentypen inspiriert war. Er kombinierte schließlich Elemente des nepalesischen Khukuri-Messers, der chinesischen Doppelaxt, des Lu jiao dao und des Tai-Chi-Schwerts.

Inspirationsquellen für das Bat’leth
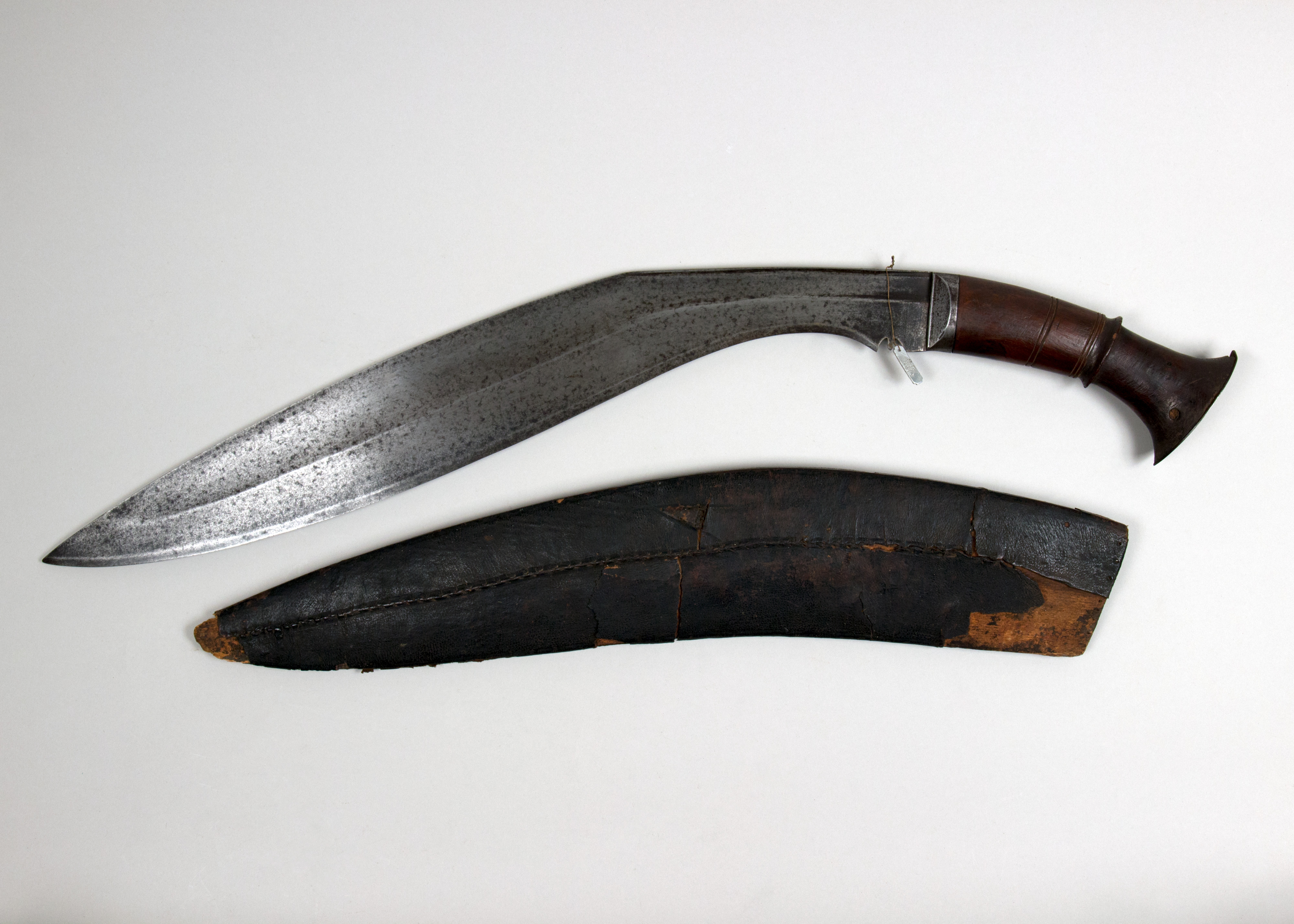
ein Khukuri
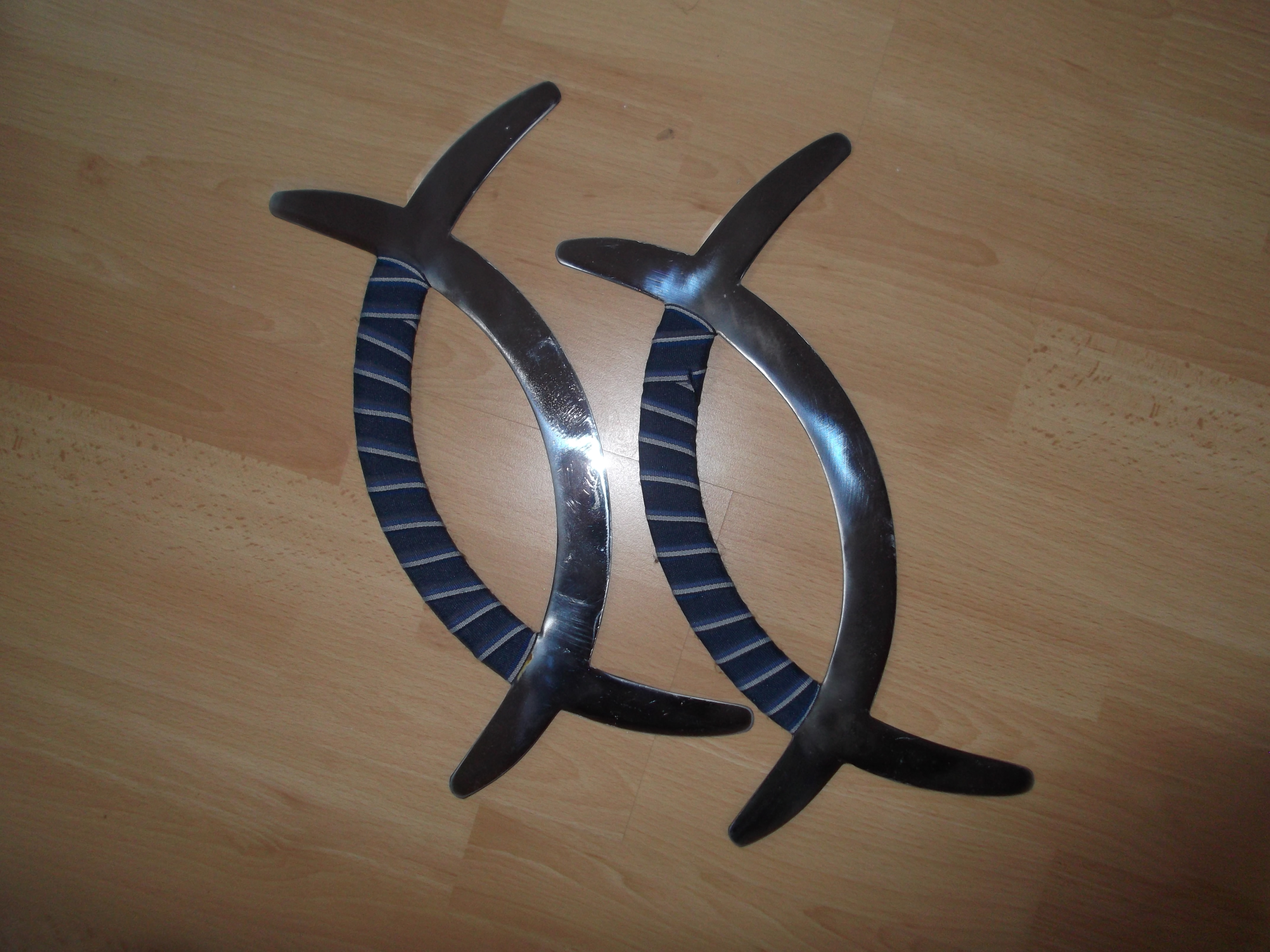
zwei Lu jiao dao
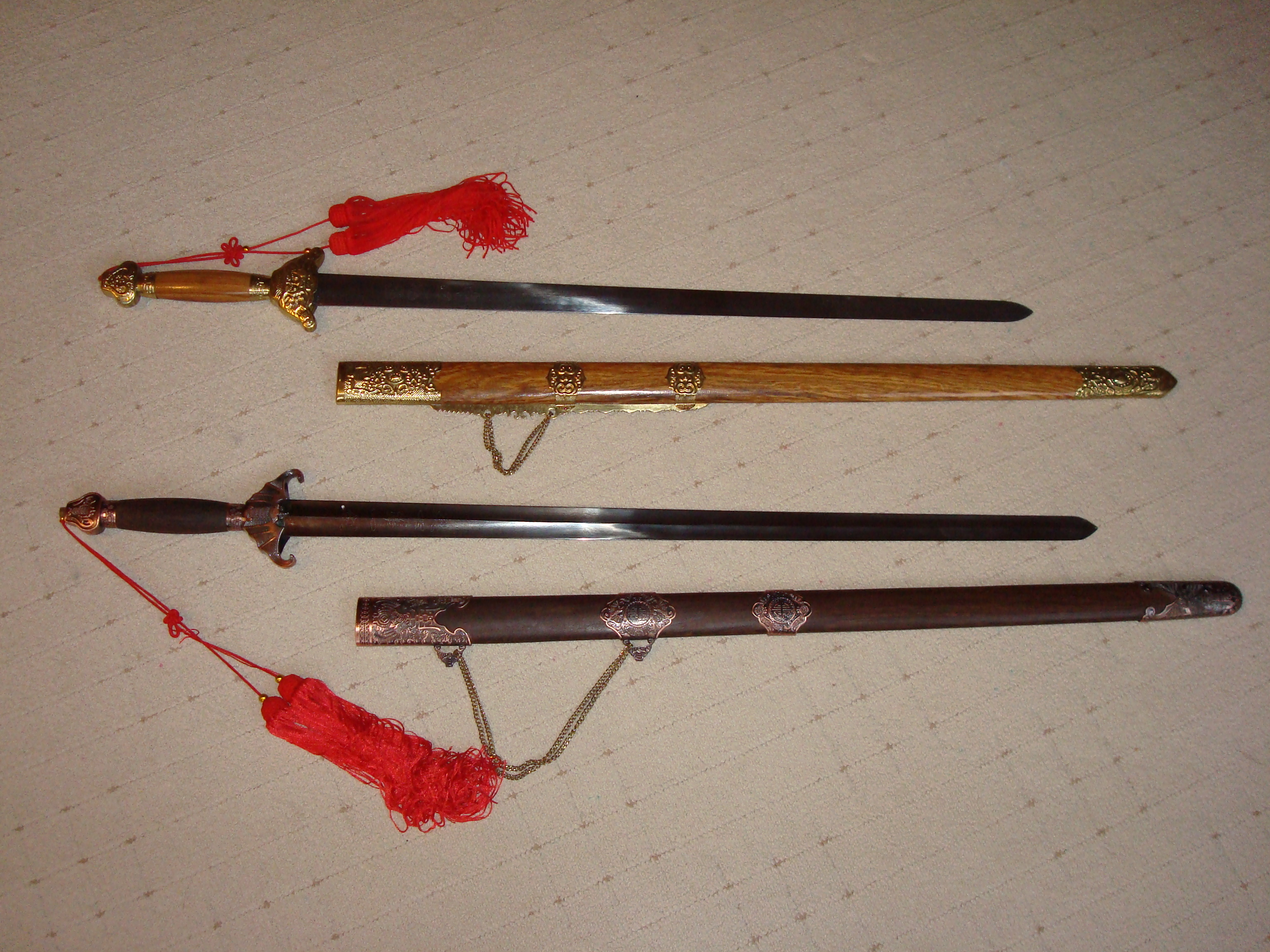
zwei Taijijian

### Modelle
Für K'mpecs Schiff wurde ein neues Modell eines klingonischen Angriffskreuzers der Vor'cha-Klasse angefertigt. Für die Schiffe von Gowron und Duras wurde auf bereits vorhandene Bird-of-Prey-Modelle zurückgegriffen.

### Kulissen
Für die Brücke von K'mpecs Schiff wurde das Set der klingonischen Brücke aus dem Spielfilm Star Trek V: Am Rande des Universums wiederverwendet.
Für die Quartiere von K'mpec und Duras wurde dasselbe Set verwendet.

## Rezeption
Keith DeCandido bewertete Tödliche Nachfolge 2012 auf tor.com als eine absolut herausragende Folge von Raumschiff Enterprise – Das nächste Jahrhundert, die sowohl auf einer persönlichen (die Rückkehr von K’Ehleyr und die Einführung von Worfs Sohn Alexander) als auch einer politischen Ebene (der Machtwechsel bei den Klingonen) eine hochspannende Geschichte erzählt. DeCandido lobte die großartige Regiearbeit von Jonathan Frakes sowie die Schauspielleistung von Patrick Stewart und den Klingonendarstellern Dorn, Plakson, Cooper, Massett und O’Reilly. K’Ehleyrs Tod würde die Zuschauer seiner Meinung nach kalt erwischen, denn sie wirke überhaupt nicht wie eine typische Nebenfigur, die bereits bei ihrem zweiten Auftritt stirbt. Worfs anschließender Kampf gegen Duras wirke wie ein Befreiungsschlag und sei hervorragend choreografiert.
Alexandra August führte die Romanze zwischen Worf und K’Ehleyr 2017 auf cbr.com in einer Liste der 15 besten Star-Trek-Liebesbeziehungen auf Platz 9.
Juliette Harrisson führte Suzie Plakson 2017 auf denofgeek.com für ihre Leistungen in Klingonenbegegnung und Tödliche Nachfolge in einer Liste der zehn besten Gastdarsteller von Raumschiff Enterprise – Das nächste Jahrhundert auf Platz 10.
Sven Harvey zählte Tödliche Nachfolge 2017 auf der Website Den of Geek als eine der 25 besten Folgen der Serie Raumschiff Enterprise – Das nächste Jahrhundert.
Anthony Vieira führte Tödliche Nachfolge 2021 auf der Website collider.com in einer Liste der 25 besten Folgen von Raumschiff Enterprise – Das nächste Jahrhundert auf Platz 13.